# Городенское (озеро)
Городенское — пресноводное озеро в Новгородской области России, находится на территории Валдайского района, расположено на особо охраняемой природной территории федерального значения Национальный парк «Валдайский», но не включено в его состав.
Расположено на юге района, на Валдайской возвышенности, в 13 километрах к северо-востоку от озера Вельё. Находится на высоте 197 метров над уровнем моря. Форма озера загнутая, общая длина около 3,7 км, ширина на превышает 900 м. На озере имеется 3 острова: один в северной части и два в юго-восточной. Площадь водной поверхности — 2,4 км², площадь водосбора — 20,8 км². 
Впадает несколько ручьёв, наиболее крупный — ручей Литвинов. На севере вытекает река Орловка, впадающая в озеро Русское и относящаяся к бассейну озера Ильмень. Берега низкие, умеренно изрезаны, поросли лесом, местами заболочены. Деревня Малое Городно находится на северном берегу, а Большое Городно — на западном.
Озеро богато рыбой, обитает щука, лещ, плотва, язь, окунь, ряпушка.